# Orquesta Riverside
La Orquesta Riverside, inicialmente conocida como Havana Riverside o simplemente Riverside es una banda cubana de jazz afrocubano y música afro-cubana fundada en 1938 y considerada por muchos como la orquesta cubana más relevante entre las décadas de 1940 y 1950, tiempo en el cual realizaron varias giras por América Latina.
Su primer director fue Enrique González Mántici, quien en 1947 deja el cargo al saxofonista Pedro Vila. Luego vendrían Adolfo Guzmán y años después Nelson Arocha. Actualmente la agrupación está conformada en su mayoría por artistas jóvenes graduados de diferentes escuelas musicales, siendo dirigidos por el instrumentista Raúl Nacianceno.

## Integrantes
Por la Orquesta Riverside han pasado muchos músicos a lo largo de los años.
- En saxofón: Gregorio Bienes, René Ravelo, Hugo Yera, José Simpson, Raúl Nacianceno Miyares, Miguel Antuña Benítez y Roberto Arocha Morales.
- En trompetas: Antonio Temprano, Marcos Urbay, Leonardo Timor, Enrique Osorio, José A. Martínez Daussac, Mario del Monte Cossío y Armando Galán Alfonso.
- En trombón: Emilio Temprano y Roberto Morell del Campo.
- En batería: Edgar Díaz, Sergio L. Núñez Molina y Rolando Piloto Álvarez.
- En contrabajo: Orlando López (Cachaíto) y Roberto Martínez Capote.
- En bajo: Orestes López.
- En bongó: Baudilio Carbonell.
- En piano: Pedro Jústiz (Peruchín).
- En tumbadora: Pedro Soroa y Ángel Fernández de la Osa.
- En guitarra: Carlos Montero Bello.
- En voz: Alberto Ruiz, Tito Gómez (desde 1942) y Orlando Montero Maldonado.

Además están los directores musicales Enrique González Mántici y Adolfo Guzmán, además de Manuel "Guajiro" Mirabal.

## Discografía

### Álbumes
- 1965 - Orquesta Riverside (Regis)
- ? - Esto se pone sabroso (Cisne)
- ? - Un noche en Tropicana (Antilla)
- ? - Cha-Hua-Hua
- ? - Cambia el paso
- ? - Otra descarga

### Sencillos
- 1972 - Agua fría / Eumelia

### Recopilatorios
- 1994 - Baracoa 1953-1954
- 2002 - De Pedro Vila 1953-1959
- 2005 - Divertirse con la Riverside (Bravo)